# 载体蛋白
载体蛋白（英語：carrier protein）简称“载体”，又称转运体（英語：transporter），是参与离子、小分子或高分子跨越生物膜进行运输的一类多回旋折叠蛋白质。载体蛋白都是跨膜蛋白，它们能在协助扩散或主动运输过程中将被运载物从自身所处的膜的一端转运到另一端，有载体蛋白参与的物质转运机制被统称为载体介导转运。载体蛋白的转运机制是载体蛋白分子构象发生可逆性变化后与被转运分子结合，使被转运分子随之作跨膜运动。载体蛋白按被运载物的数量和运载方向分为三种类型，分别是单向运输载体（uniport carrier）、同向运输载体（symport carrier）和反向运输载体（antiport carrier）。每种载体蛋白一般只能识别并转运单独一种或十分相似的一类化学物质。

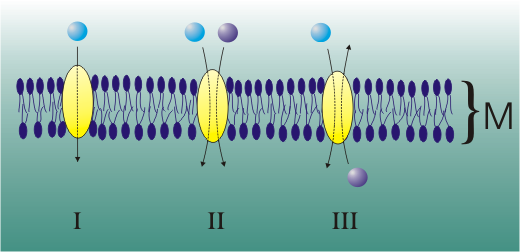
单向运输载体（Ⅰ）、同向运输载体（Ⅱ）和反向运输载体（Ⅲ）的比较。

## 生理学

### 主动运输
主动运输是物质以于其浓度梯度相反的方向跨越生物膜的过程，该过程一般被用于富集某些细胞所需的物质（如葡萄糖和各种氨基酸等）。当磷脂双分子层对细胞所需的物质不通透时，该物质就需要以主动运输的方式进入细胞。如果运输的过程中消耗了化学能（如ATP中的化学能），称为初级主动运输；而次级主动运输则需要与载体蛋白功能相反的通道蛋白的参与并利用电化学梯度，但并不消耗细胞中产生的能量。
载体蛋白具有将被运载物从低浓度区域转运到高浓度区域的能力。它们拥有能与被运载物结合的特异的受体结构域，该结构域对被运载物有较强的亲和性，在被运载物结合之后载体蛋白会将被运载物与之固定，然后通过改变其空间结构使得结合了被运载物的结构域向生物膜另一侧打开。结合被运载物便被释放出来。

### 易化扩散
易化扩散是载体蛋白在不消耗能量的情况下将被运载物转运通过生物膜的过程，通过易化扩散穿过生物膜的物质一般是离子或较大的极性分子（这些水溶性微粒溶解后由于其亲水性不能自由通过由含有疏水烃链的磷脂组成的生物膜）。参与易化扩散的载体蛋白与参与主动运输的稍有不同。